# Isabella van Beeck Calkoen
Isabella Antonia Lucretia van Beeck Calkoen (Utrecht, 4 april 1883 - Utrecht, 10 juli 1945) was een Nederlandse beeldhouwster.

## Leven en werk
Van Beeck Calkoen, lid van de familie Calkoen, was het tiende en laatste kind van mr. Aarnoud Willem van Beeck Calkoen (1842-1922), politicus en bestuurder, en jkvr. Pauline Albertine Ram (1845-1885), lid van de familie Ram. Zij maakte vooral portretten en christelijk religieuze voorstellingen.
In 1925 werd een comité opgericht, dat de herinnering aan Paul Kruger levend wilde houden. Het comité kocht van de beeldhouwster een bronzen plaquette met Krugers portret. Mede door de Tweede Wereldoorlog werd het pas in 1952 aan de Maliebaan in Utrecht geplaatst.
Van Beeck Calkoen overleed in 1945 in haar woonplaats Utrecht, op 62-jarige leeftijd.

## Werken (selectie)
- 1935 buste prins Hendrik voor de zeevaartschool in Rotterdam
- 1937 monument Christoffel Pullmann bij Paleis Soestdijk
- 1937 buste koningin Wilhelmina voor het Stadhuis van Stavoren
- 1939 buste Dorus Rijkers in Den Helder
- 1940 plaquette Jan van Kan in Noordwijk
- 1941 plaquette Catharina van Rennes in Utrecht
- 1952 plaquette Paul Kruger in Utrecht

## Galerij

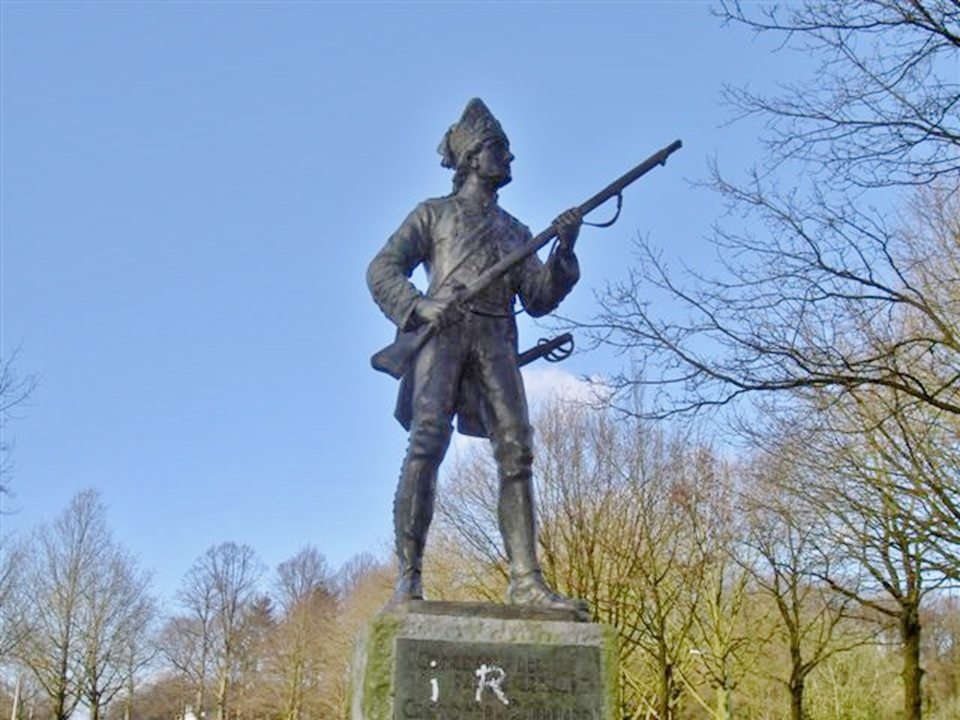
Christoffel Pullman
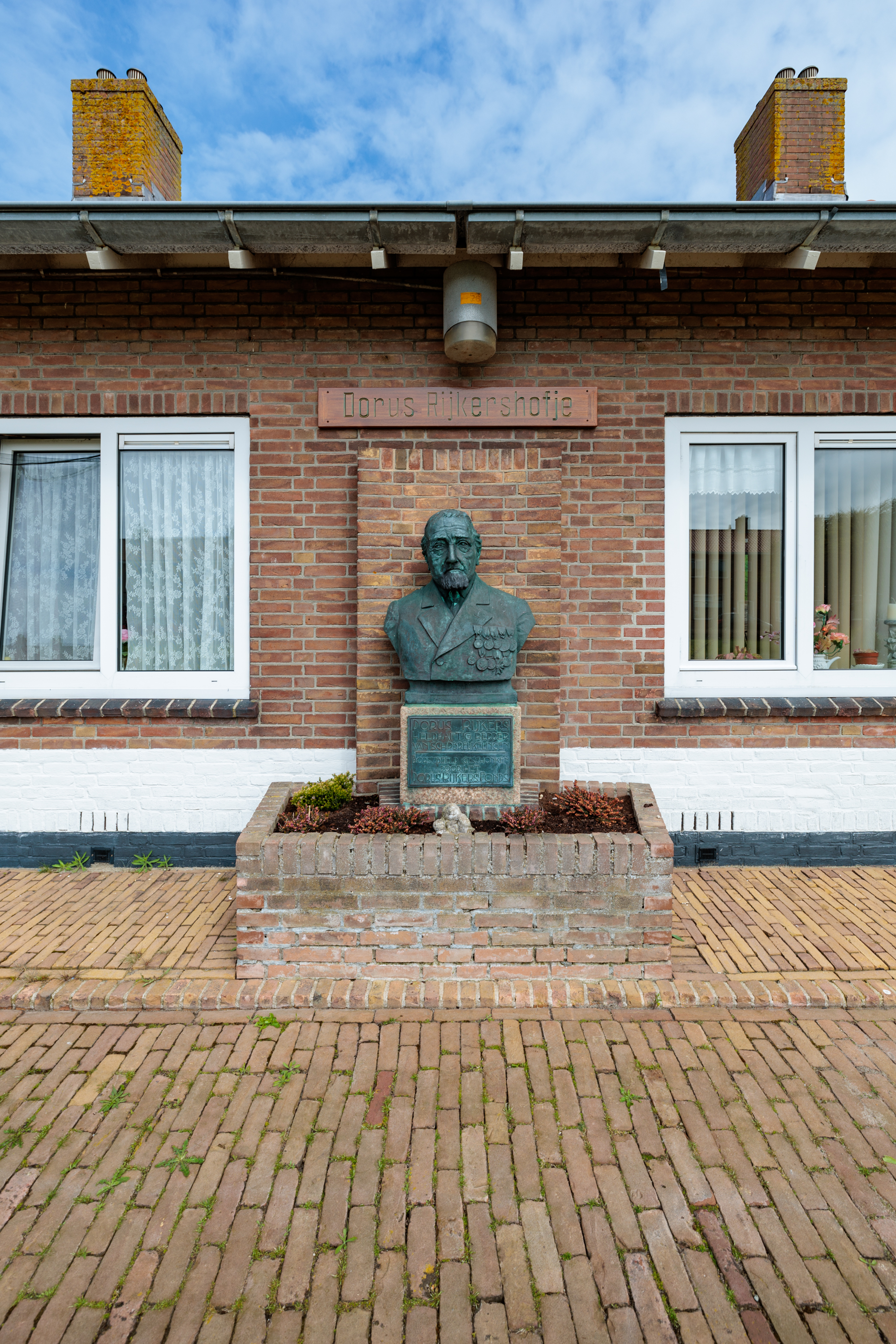
Dorus Rijkers
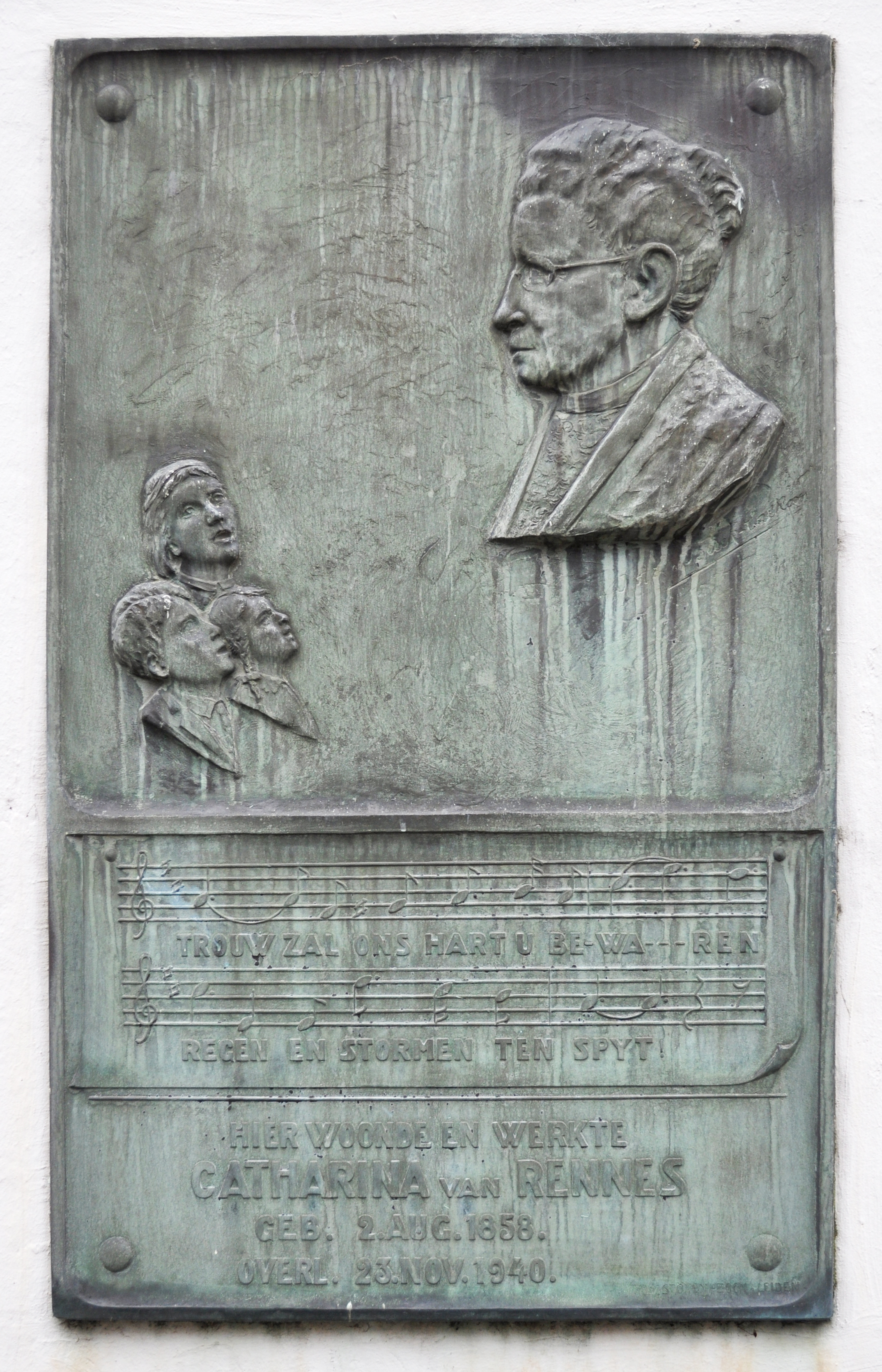
Catharina van Reness
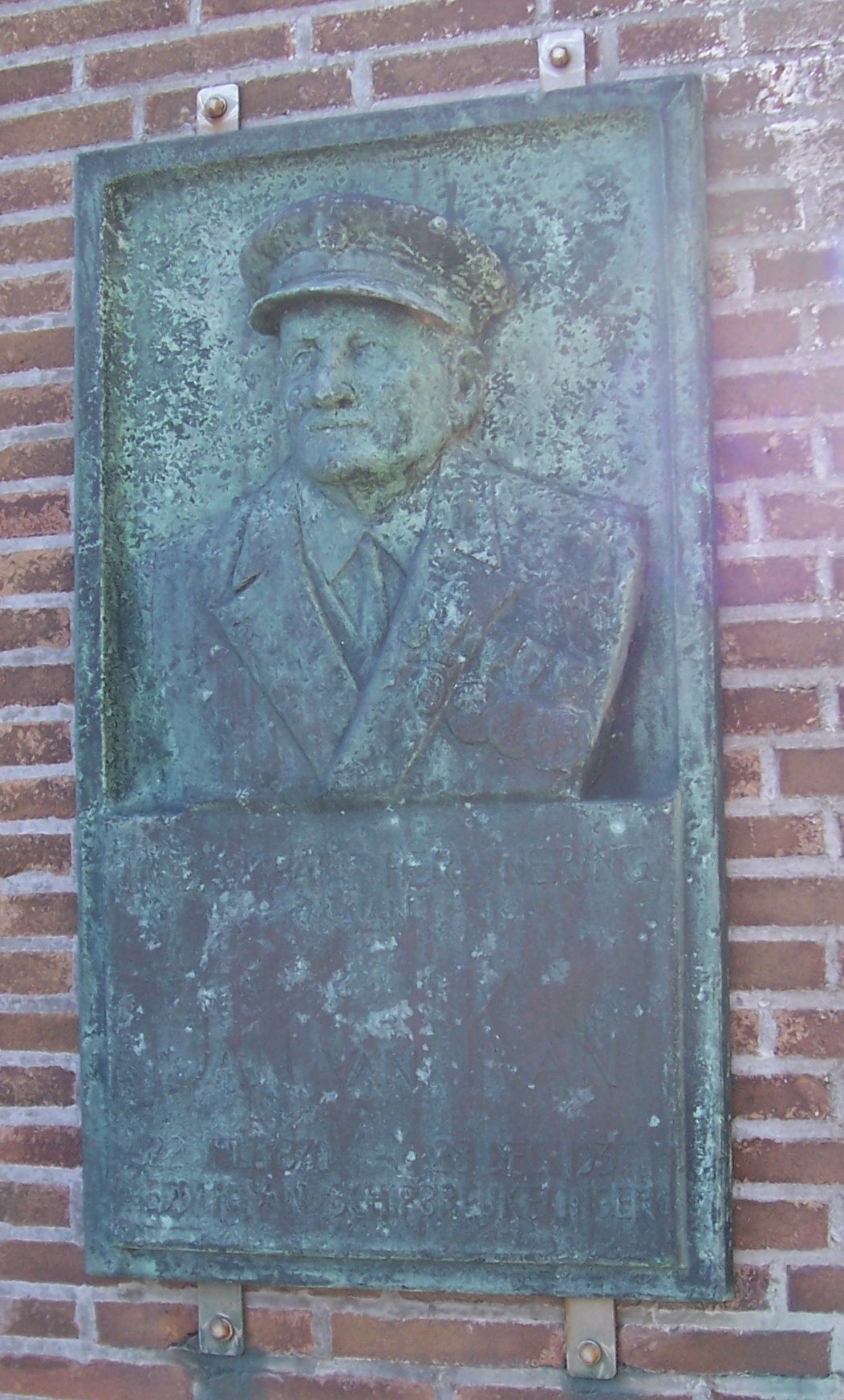
Jan van Kan